# Thalictrum squarrosum
Thalictrum squarrosum är en ranunkelväxtart som beskrevs av Christian Friedrich Stephan och Carl Ludwig von Willdenow. Thalictrum squarrosum ingår i släktet rutor, och familjen ranunkelväxter. Inga underarter finns listade i Catalogue of Life.